# Banbridge (district)
Banbridge is een voormalig district in Noord-Ierland. Het is sinds 2015 deel van het district Armagh, Banbridge and Craigavon.
Banbridge telde in 2007 46.400 inwoners. De oppervlakte bedraagt 453 km², de bevolkingsdichtheid is 102,4 inwoners per km².
Van de bevolking is 66,0% protestant en 31,5% katholiek.
Antrim · Ards · Armagh · Ballymena · Ballymoney · Banbridge · Belfast · Carrickfergus · Castlereagh · Coleraine · Cookstown · Craigavon · Derry (Londonderry) · Down · Dungannon en South Tyrone · Fermanagh · Larne · Limavady · Lisburn · Magherafelt · Moyle · Newry and Mourne · Newtownabbey · North Down · Omagh · Strabane